# British Library

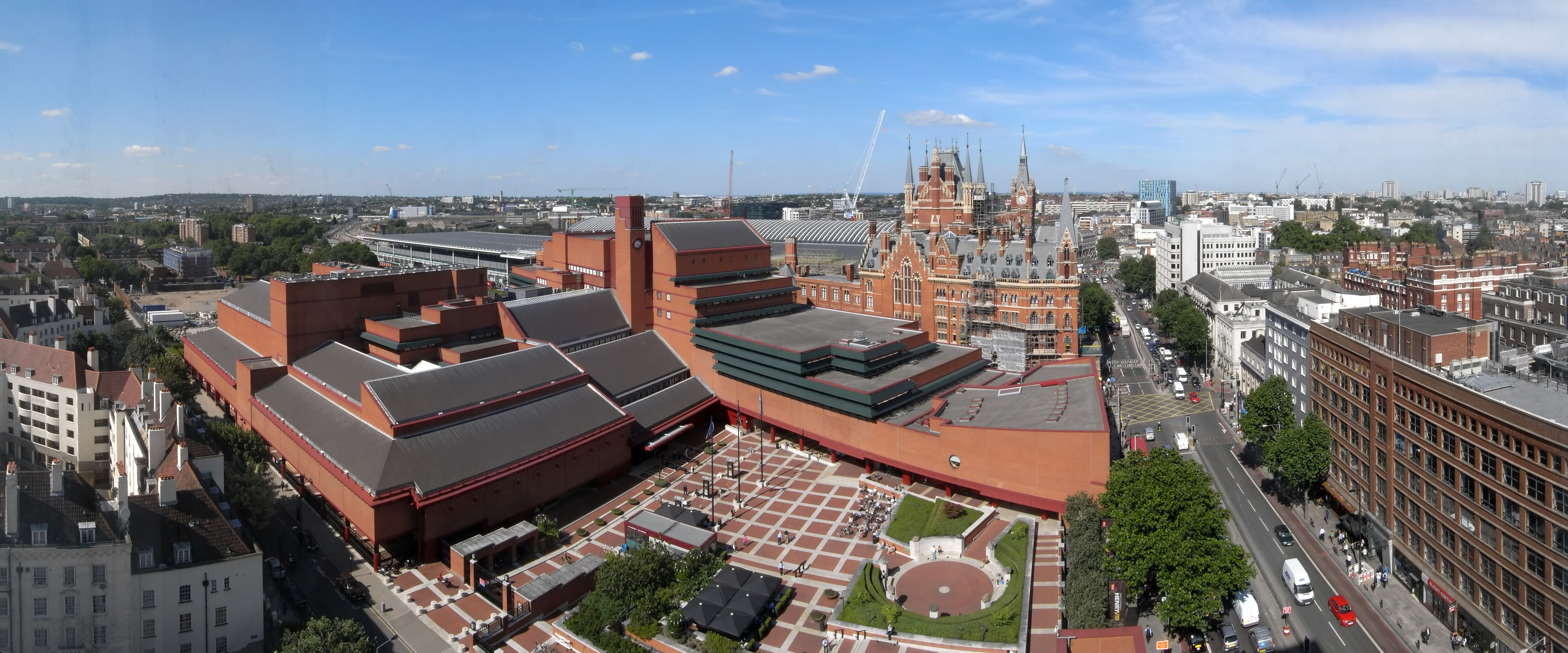
Das Hauptgebäude der British Library in St Pancras, London Borough of Camden. Im Hintergrund sieht man die Türme des Bahnhofs St Pancras.

Die British Library (BL), übersetzt „Britische Bibliothek“, ist die Nationalbibliothek des Vereinigten Königreichs. Sie befindet sich in London und ist eine der bedeutendsten Forschungs- und Universalbibliotheken der Welt. Sie beherbergt mit über 170 Millionen Werken den weltweit größten Medienbestand aller Bibliotheken. Im Unterschied zur Deutschen Nationalbibliothek sammelt sie Bücher aus allen Zeiten, allen Ländern und in allen Sprachen und verwahrt Zeitschriften, Zeitungen, Broschüren, Tonaufnahmen, Patente, Datenbanken, Karten, Briefmarken, Kunstdrucke, Gemälde und vieles mehr.
Ihre 25 Millionen Exemplare umfassende Büchersammlung wird nur noch von der US-amerikanischen Library of Congress in Washington, D.C., übertroffen. Der Bestand umfasst Werke bis zurück in die Zeit um 1600 v. Chr.
Die 1973 durch Zusammenlegung der British Museum Library und einiger weiterer Bibliotheken gegründete British Library ist dem Department for Culture, Media and Sport untergeordnet und erhält ein Pflichtexemplar aller in Großbritannien, Nordirland und der Republik Irland gedruckten Bücher.
2019 wurde die British Library von rund 1,53 Millionen Personen besucht. 2024 betrug die Besucherzahl etwa 1,36 Millionen Personen.

## Geschichte

### Vorläuferbibliotheken

#### British Museum Library
Die meisten Bücher der BL stammen von der British Museum Library, der Bibliothek des British Museum in London, die 1753 mit der Übernahme der Büchersammlung von Hans Sloane gegründet wurde. Als Grundstock diente ferner die später als Cotton Library bekannte Bibliothek von Robert Bruce Cotton sowie der Bücherbestand der Harleian Collection von Robert und Edward Harley. Später folgten die Büchersammlung von Charles Townley und die 17.000 Bände zählende Buchkollektion von König George II., die 1757 eingegliedert wurde. 1823 wurden die 65.000 Bücher der King’s Library, der Privatbibliothek von George III., in die Bibliothek integriert. 1846 folgte die Aufnahme der Büchersammlung von Thomas Grenville.
Aufgrund von Platzmangel durch die neu gewonnenen Buchkollektionen zog das British Museum vom Montagu House in ein zwischen 1823 und 1826 im Garten des Montagu House entstandenes Gebäude, das bis heute das Hauptgebäude des Museums ist. Der 1857 eröffnete Kuppel-Lesesaal war einer der berühmtesten Bibliotheksbauten der Welt.
Unter Anthony Panizzi, der während seiner Amtszeit erstmals den Bestand der Bibliothek von 1856 bis 1866 katalogisierte, erreichte die British Museum Library zwischen 1856 und 1866 den Bestand von 1 Million Bände. Die Bibliothek war ab 1950 für die Erstellung der Nationalbibliografie, der British National Bibliography, zuständig. Bekannte Benutzer der Bibliothek waren etwa Charles Dickens, Lenin, Karl Marx, George Bernard Shaw oder Virginia Woolf. So verfasste beispielsweise Karl Marx Teile seines Buches Das Kapital im Lesesaal. Wladimir Iljitsch Lenin besuchte zwischen 1902 und 1911 mehrmals die Bibliothek, allerdings meist unter seinem Pseudonym Jacob Richter. Über die Bibliothek schrieb Lenin 1907: „Es ist eine bemerkenswerte Institution, besonders diese außergewöhnliche Präsenzabteilung. Stellen Sie ihnen irgendeine Frage und in kürzester Zeit wird man Ihnen sagen, wo sie suchen müssen, um das Material zu finden, das Sie interessiert. […] Lassen Sie mich Ihnen sagen, es gibt keine bessere Bibliothek als das British Museum. Hier gibt es weniger Lücken in den Sammlungen als in jeder anderen Bibliothek.“
Auch nach der Gründung der British Library 1973 blieb die Bibliothek vorerst im British Museum. Erst 1997 wurden die Bücher in das neue Gebäude der British Library im St.-Pancras-Quartier gezügelt.

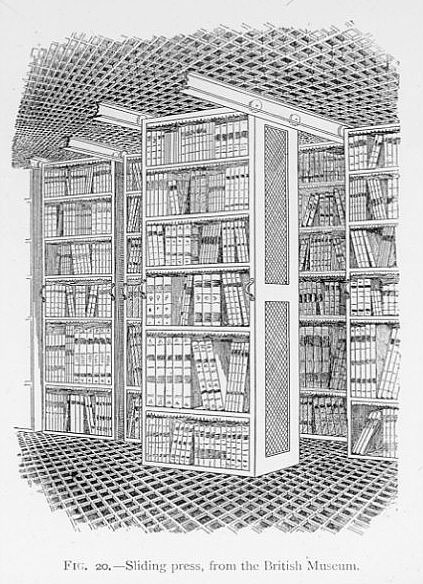
Der Gleitschrank, eine revolutionäre Neuerung
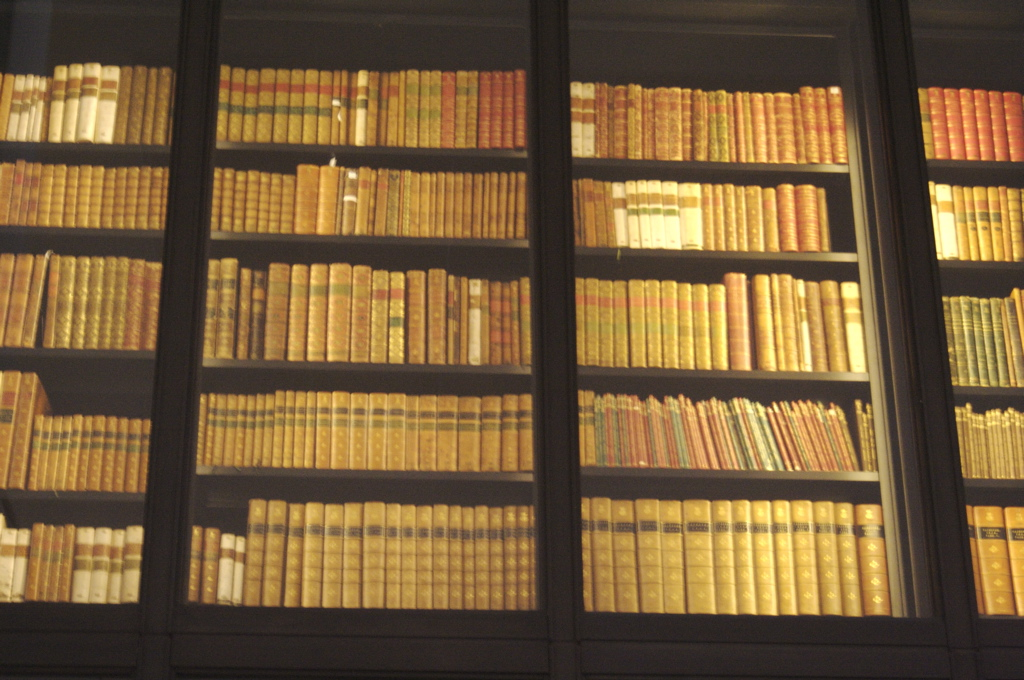
Die Privatbibliothek von George III., ab 1823 im Besitz der British Museum Library
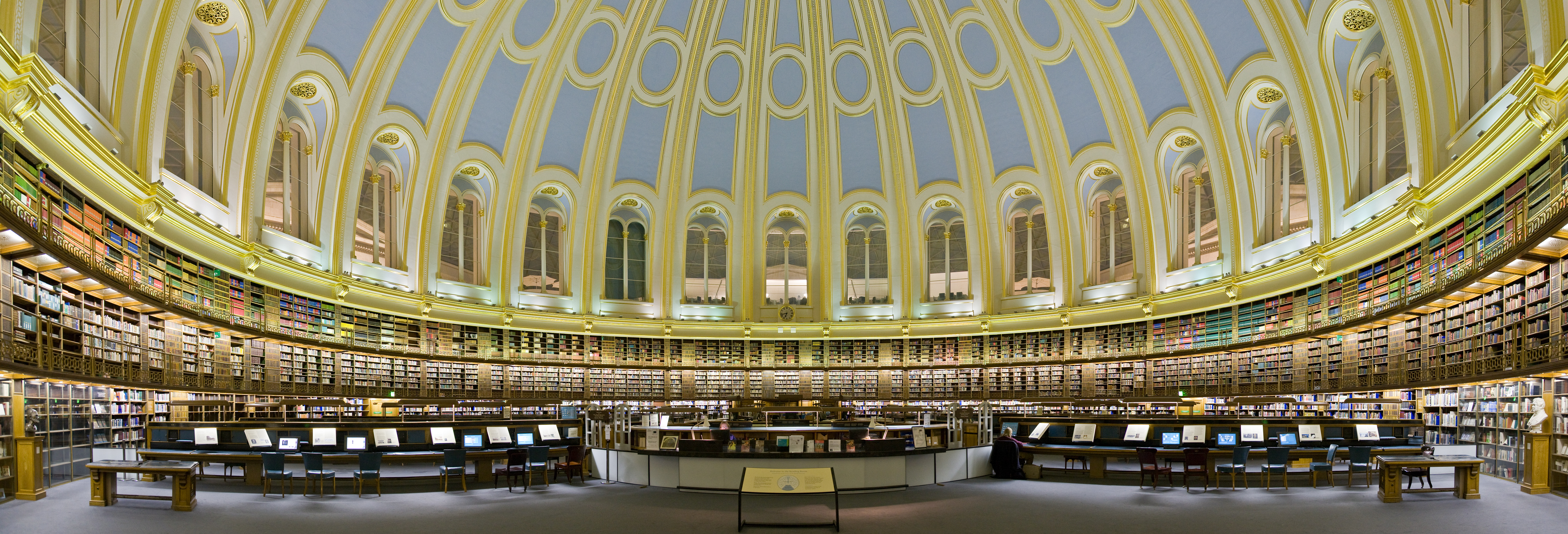
Panorama des Lesesaals im British Museum (2006)

#### Weitere Vorläuferbibliotheken
Ein weiterer wichtiger Bestandteil der British Library war die Patent Office Library, die Bibliothek des britischen Patentamtes, welche auf das Patent Law Amendment Act aus dem Jahr 1851 zurückgeht. Eröffnet hat die Bibliothek 1855. Bereits nach wenigen Jahren litt das Patent-Archiv an Platzmangel, weswegen unter anderem an eine Vereinigung mit der Bibliothek des British Museum gedacht wurde. Sie wurde 1962 in National Library of Science and Invention umbenannt.
1916 wurde die Central Library of Students zur Bücherversorgung der Studentenschaft gegründet. 1927 wurde die Bibliothek als zentrales Clearinghaus für Fernleihe vorgeschlagen. Aufgrund der Einverleibung der Royal Charter wurde die Bibliothek in National Central Library umbenannt.
Ebenfalls 1916 wurde die National Lending Library for Science and Technology gegründet, welche sich ab 1961 in Boston Spa befand und 1973 mit der British Library Lending Division fusioniert ist. Mit der Aufgabe zur Erstellung einer wöchentlichen Liste aller im Vereinigten Königreich verlegten Bücher war die 1950 gegründete British National Bibliography als Zweig der British Museum Library zuständig. Nach der Unabhängigkeit Indiens wurde aus dem britischen Außenministerium das India Office Library and Records ausgegliedert, welche unter anderem die Dokumente der Britischen Ostindien-Kompanie beinhaltete.

### Zusammenschluss zurBritish Library

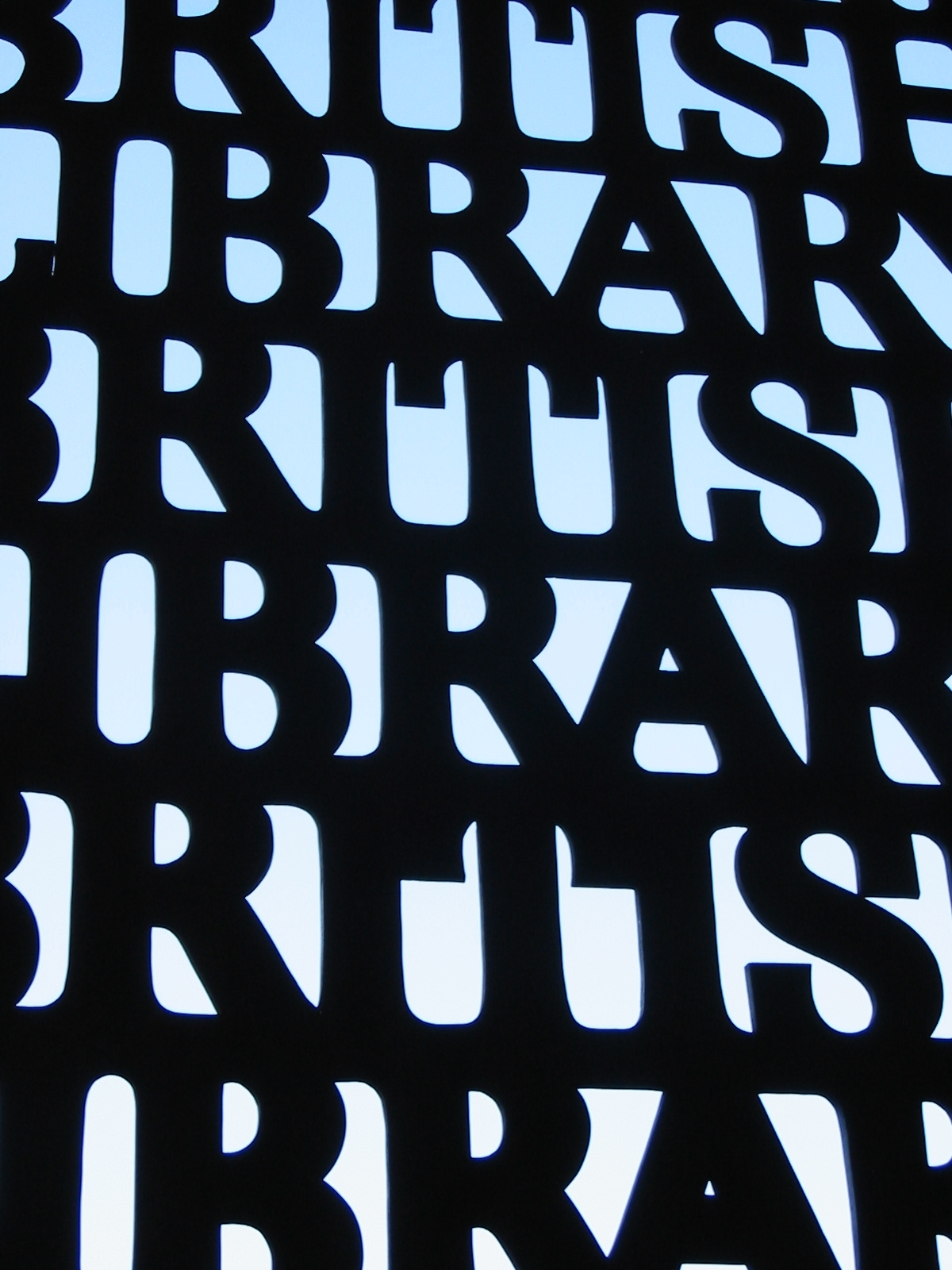
Eingangstor zur BL

Viele der erwähnten Bibliotheken mussten mit enormem Platzmangel kämpfen. So scheiterte 1960 die Zusammenlegung der British Museum Library mit der Patent Office Library an fehlenden Raumkapazitäten. Daher schlug unter anderem Frederick Sydney Dainton bereits 1969 und der National Heritage Committee die Gründung einer einheitlichen Nationalbibliothek vor.
1972 beschloss das Parlament des Vereinigten Königreichs den British Library Act: Die British Museum Library wurde mit anderen Bibliotheken von nationaler Bedeutung wie der National Library of Science and Invention, der National Central Library und der National Lending Library for Science and Technology zur British Library zusammengefasst. Die BL übernahm mit der Gründung das Pflichtexemplarrecht der British Museum Library sowie die Aufgabe der Erstellung der Nationalbibliografie. Die offizielle Inbetriebnahme war am 1. Juli 1973. Die Aufsicht oblag dem British Library Board. 1974 folgten die British National Bibliography und das Office for Scientific and Technical Information. 1982 wurde die India Office Library and Records und 1983 das British Institute of Recorded Sound eingegliedert. Das neue Hauptgebäude in St Pancras im London Borough of Camden wurde 1998 bezogen. 2003 wurde das Vereinsarchiv der Royal Philharmonic Society für 1 Million Pfund an die British Library verkauft, darunter befinden sich 270 Partituren.

## Pflichtexemplarrecht
Seit 1911 erhält die Bibliothek Copyright-Exemplare aller im Vereinigten Königreich veröffentlichten Werke. Seit 1869 bekommt die Bibliothek ebenfalls ein Pflichtexemplar aller in Großbritannien gedruckten Zeitungen. Damit besitzt die BL neben den Nationalbibliotheken von Schottland und Wales, den Bibliotheken der Universitäten Cambridge und Oxford sowie der Bibliothek des Trinity College in Dublin als eine der wenigen Bibliotheken im Vereinigten Königreich und in Irland das Recht, ein Pflichtexemplar einzufordern.
Von diesen Bibliotheken ist die BL die einzige des Vereinigten Königreichs, die unaufgefordert neue Bücher und Zeitungen bekommt, während die anderen Bibliotheken bei Interesse vorher formell fragen müssen. Seit einer Gesetzesänderung des irischen Urheberrechts im Jahr 2000 bekommt die British Library ebenfalls alle in der Republik Irland gedruckten Bücher. Nach einer von Chris Mole vorgeschlagenen Gesetzesänderung im Jahr 2003 bekommt die Bibliothek Pflichtexemplare von elektronischen Dokumenten.

## Bestand

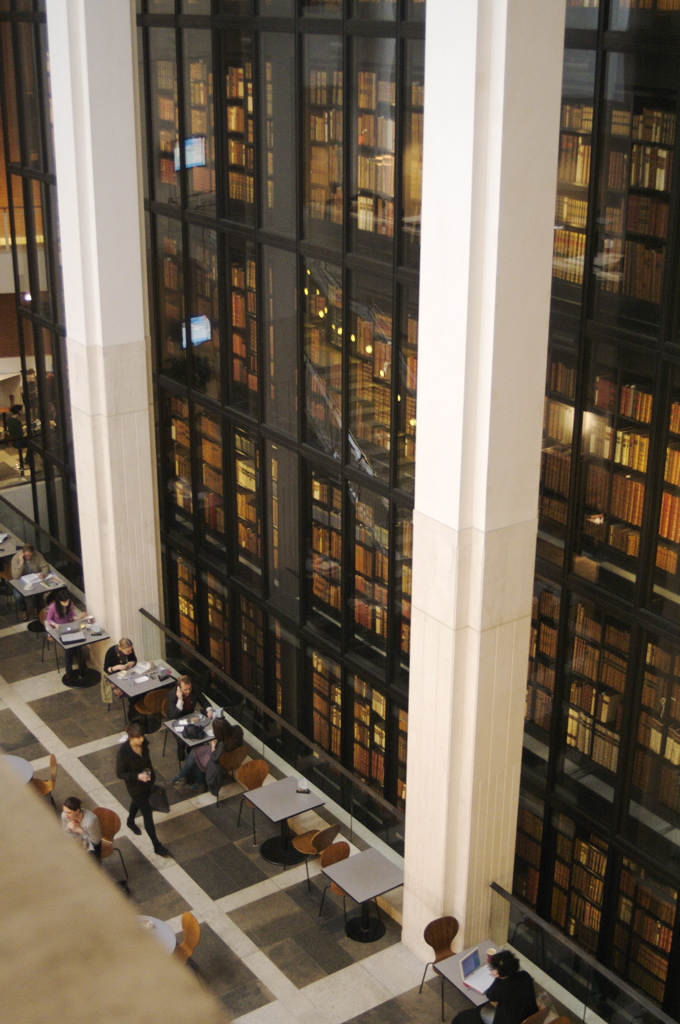
Die haushohen Bücherregale der BL

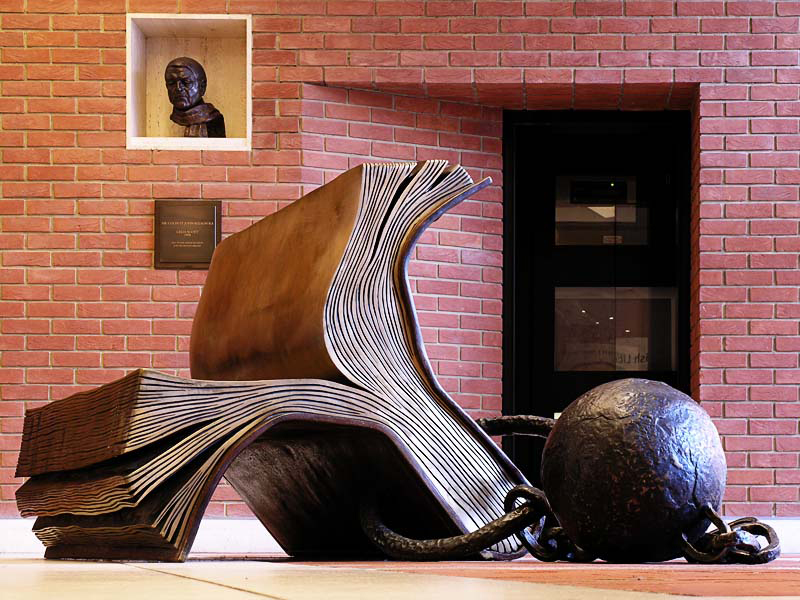
Die Bronzestatue Sitting on History von Bill Woodrow

Jährlich wächst der Bestand um 3 Millionen Medien, das sind rund 8.000 Neuzugänge am Tag. Die Regale der Bibliothek haben insgesamt eine Länge von 625 Kilometern; jährlich kommen 12 Kilometer hinzu. Die ältesten Archivstücke sind chinesische Orakelknochen aus der Zeit um 1600 v. Chr. Ferner befinden sich im Besitz der Bibliothek über 25 Millionen Bücher, 58 Millionen Patente, rund 920.000 Zeitungen und Zeitschriften, 1,6 Millionen Musikalien, 800 Datenbanken, 400.000 Mikrofilmrollen, 8 Millionen philatelische Zeugnisse und rund 4,3 Millionen kartografische Artikel.

### Büchersammlung
Wichtigste Werke im Bestand der British Library sind zwei Originale der Magna Carta, das einzige erhaltene Manuskript des Beowulf, zwei Exemplare der Gutenberg-Bibel, fünf Exemplare von Shakespeares First Folio, sowie der Codex Sinaiticus. Zu den über 25 Millionen Büchern gehören nach Angaben der British Library fast jedes jemals in Großbritannien gedruckte Buch.
Für den Neukauf an Büchern beschränkt sich die Bibliothek nicht mit dem Nötigsten. Beispielsweise kaufte die BL 2012 für knapp elf Millionen Euro den St. Cuthbert Gospel, das älteste bekannte vollständig erhaltene Buch Europas, welcher um 698 ins Grab des Heiligen Cuthbert von Lindisfarne gelegt wurde. Das älteste bekannte gedruckte Buch der Welt, eine Ausgabe des chinesischen Diamant-Sutra, welche auf den 11. Mai 868 datiert ist, fast 600 Jahre vor der Gutenberg-Bibel, kann die BL ebenfalls ihr Eigen nennen. Ebenfalls im Bestand der Bibliothek befinden sich die Stundenbücher von Saint-Omer, des Beaufort, der Stadt Paris, der Sforza, des Taymouth und des Étienne Chevalier. Zehn Hauptwerke der gotischen, eines der byzantinischen, vier der insularen, eines der romanischen und drei der karolingischen Buchmalerei gehören ebenfalls der BL.
Während viele Persönlichkeiten, wie etwa Harold Pinter, ihre Bücher und Notizen der British Library oder ihrer damaligen Vorgängerbibliotheken vererbten, wurden die Privatbibliotheken weiterer abertausend Menschen zugekauft. So kamen unter anderem in dem Besitz der BL die Notiz- und Tagebücher von Leonardo da Vinci, William Henry Fox Talbot, William Blake, Florence Nightingale Virginia Woolf, Robert Falcon Scott, Mary Shelley, James Joyce, George Eliot und Thomas Hardy.
Ferner befindet sich im Besitz der Bibliothek der größte Bestand an italienischen Büchern außerhalb Italiens und der größte Bestand an französischen Büchern außerhalb Frankreichs. Überhaupt besitzt die BL die umfassendste Sammlung von ausländischer wissenschaftlicher Literatur in Großbritannien.
Mit rund 28.000 Titeln ist der im Jahr 1980 gestartete Incunabula Short Title Catalogue die weltweit größte Datenbank für Inkunabeln. Die größte Bibelsammlung der Welt gehört ebenfalls der BL, darunter die Bibel von Moutier-Grandval, die Frankenthaler Bibel, das Evangeliar von Lindisfarne, der Melisende-Psalter sowie die bereits erwähnten Gutenberg-Bibeln und der Codex Sinaiticus.

### Zeitungen und Zeitschriften
Die Bibliothek hat eine fast vollständige Sammlung aller britischen und irischen Zeitungen seit dem Jahr 1840. Sie sind alle, außer der Thomas Tracts Collection mit 7200 Zeitungen des 17. Jahrhunderts und der Burney Collection von 1801, in London-Colindale (im London Borough of Barnet) untergebracht. Seit 1869 besitzt die British Library ein Pflichtexemplarrecht für alle britischen und irischen Zeitungen. Außerdem werden Zeitungen, die außerhalb der Britischen Inseln erscheinen, zugekauft. Damit besitzt die British Library die größte Sammlung an Zeitungen in Europa.
Zu den größten Zeitungsschätzen der BL gehören unter anderem ein Exemplar der ersten Ausgabe der Times, Zeitungen aus sämtlichen Sprachen, beispielsweise der Indianer-Sprache Cherokee und Comics von 1898. Im Zeitungsarchiv sind rund 660.000 Zeitungsbände und über 400.000 Mikrofilmrollen auf etwa 45 Regalkilometern verfügbar. Bedingt unter anderem durch die schlechte Klimatisierung im Standort Colindale, sind etwa 15 Prozent der Bestände in kritischem Zustand und dürfen von Besuchern nicht mehr eingesehen werden, weitere 19 Prozent der Zeitungen gelten als gefährdet.

### Philatelische Sammlung

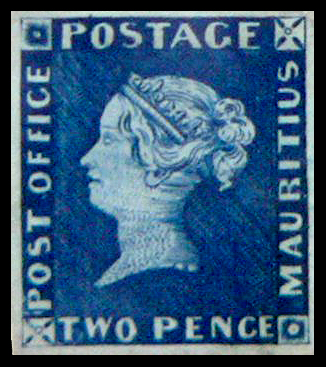
Die Blaue Mauritius

Mit über 8 Millionen Sammelstücken der Philatelie besitzt die British Library eine der größten und wichtigsten Sammlungen von Briefmarken. Sie wird durch den Hauptkurator der Sammlung David Beech (* 1954) geleitet. Neben Stempelmarken, Ganzsachen und Essays findet sich die Briefmarkensammlung von Thomas Tapling. Zu dieser Sammlung gehören ein sogenanntes Ball Cover mit einer Roten Mauritius (Moens Nr. XV), sowie eine Blaue Mauritius (Moens Nr. XIV), die seit 1973 in der Bibliothek ausgestellt sind. 1913 ging eine der damals umfangreichsten philatelistischen Literatursammlungen mit 4500 Büchern durch eine Spende von James Lindsay, 26. Earl of Crawford zunächst an das British Museum und schließlich in die BL ein.

### Audio-Archiv
Zu den über 3 Millionen Ton-Aufnahmen des British Library Sound Archive gehören über 1 Million CDs und 200.000 Tonbänder mit Aufzeichnungen der Werke von Nellie Melba, Enrico Caruso, Francesco Tamagno, Lew Tolstoi, Ernest Shackleton, Herbert Beerbohm Tree und Lewis Waller. Die Aufnahmen von Nelson Mandelas Prozessplädoyer und einzelne Reden von Winston Churchill sind ebenfalls vorhanden. Die erste Tonaufnahme überhaupt von Thomas Alva Edison aus dem Jahre 1877 wird ebenfalls hier ausgestellt. Zu den Tonaufnahmen gesellt sich das zur Verfügung gestellte Ton-Archiv der BBC. Es sind über 100.000 Aufnahmen von Tierstimmen vorhanden in einer der weltweit größten Stimmsammlungen.

### Musiksammlung
Mit über 1,6 Millionen Notenabschriften, Partituren, Autographen und anderen Musikalien besitzt die BL eine der bedeutendsten Sammlungen von handschriftlichen und gedruckten Musikalien in der Welt. Einsehbar sind die Musikalien in der Rare Books & Music Reading Room, einem Lesesaal des Hauptgebäudes. In diesem Saal ist eine umfassende Sammlung von Musikbüchern und Konzertprogrammen vorhanden. Zu den größten Schätzen der BL zählen die Partitur von Beethoven’s 9. Sinfonie, Notenblätter von Georg Friedrich Händel und die handschriftlichen Liedtexte der Beatles. Auch der Ehevertrag von Wolfgang Amadeus Mozart und die Stimmgabel von Ludwig van Beethoven sind Eigentum der British Library.

### Kartografische Artikel

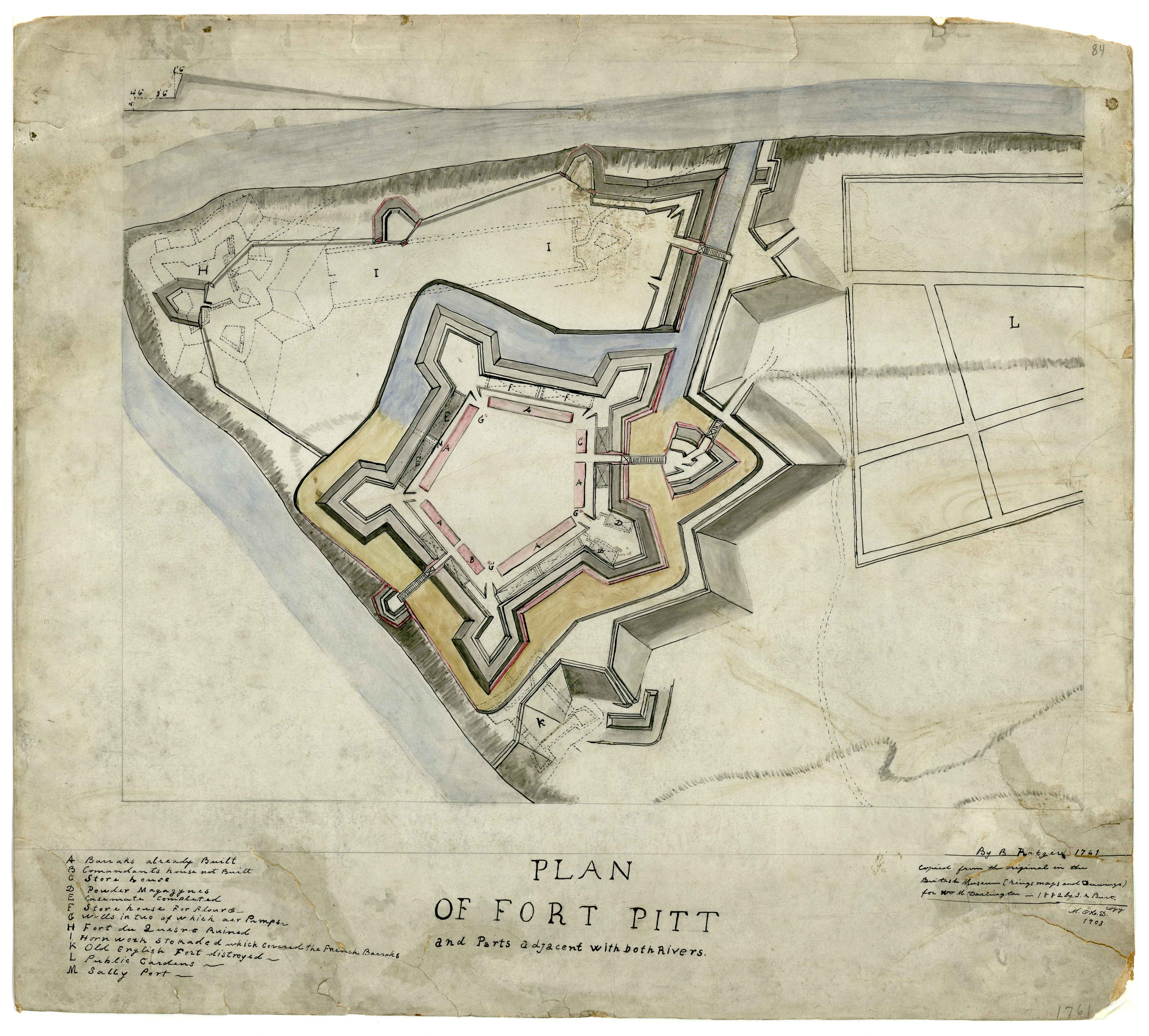
Karte des Fort Pitt nahe Pittsburgh, Pennsylvania, kartografiert von John Rocque und 1765 herausgegeben.

Die British Library besitzt die größte Sammlung an kartografischen Artikeln auf den britischen Inseln, darunter Landkarten, Globen und Atlanten. Mit über 4,25 Millionen Artikeln ist die Sammlung die weltweit zweitgrößte. Die meisten Karten sind in der Map Library, einem hausinternen Lesesaal speziell für Karten, einsehbar. Seit der Einverleibung der Bibliothek der ehemaligen Ostindien-Kompanie im Jahre 1983 umfasst die Sammlung umfassendes Kartenmaterial aus Süd- und Südostasien. Eine umfangreiche kartografische Sammlung aus der Frühen Neuzeit bietet die Privatbibliothek von George III., darunter der Klencke-Atlas von 1660. Die älteste Karte ist auf der Rückseite einer römischen Münze abgedruckt. Modernste Karten, beispielsweise Satellitenaufnahmen, bekommt die Bibliothek vom britischen Außenministerium, wenn sie an Aktualität verloren haben, wodurch die BL Karten bekommt, die noch nicht im Handel waren.

### Gemälde, Möbel und Skulpturen
Obwohl sie nicht zum üblichen Repertoire einer Bibliothek gehören, besitzt die British Library eine Vielzahl an Gemälden und Skulpturen. Die meisten stammen aus dem asiatischen Raum, da sie der Ostindien-Kompanie, deren Bibliothek 1983 einverleibt wurde, gehörten. Die Sammlung enthält Gemälde von britischen Denkmälern in Indien, von asiatischen Herrschern wie Ali Schah Durrani oder Tipu Sultan sowie von Mitarbeitern der Ostindien-Kompanie, beispielsweise Warren Hastings. Aus den ehemaligen Räumlichkeiten der Kompanie stammen einige historisch wertvolle Möbel.

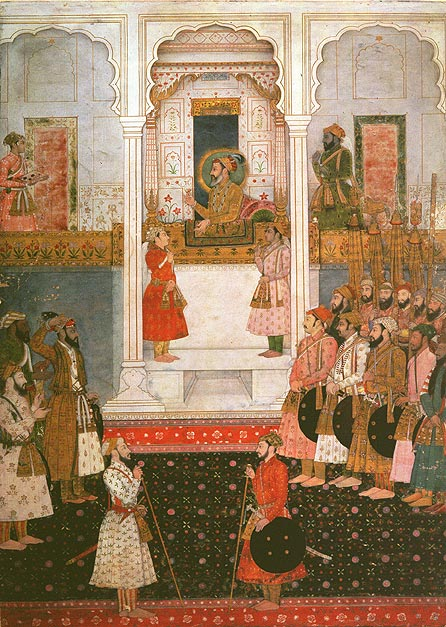
Shah Jahan (reg. 1627 bis 1657/58) während einer durbar (Audienz) in der Audienzhalle seines Palastes (Miniaturmalerei um 1650)
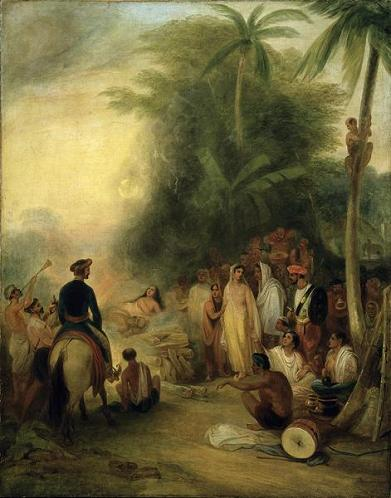
Suttee (= Sati) von James Atkinson, 1831
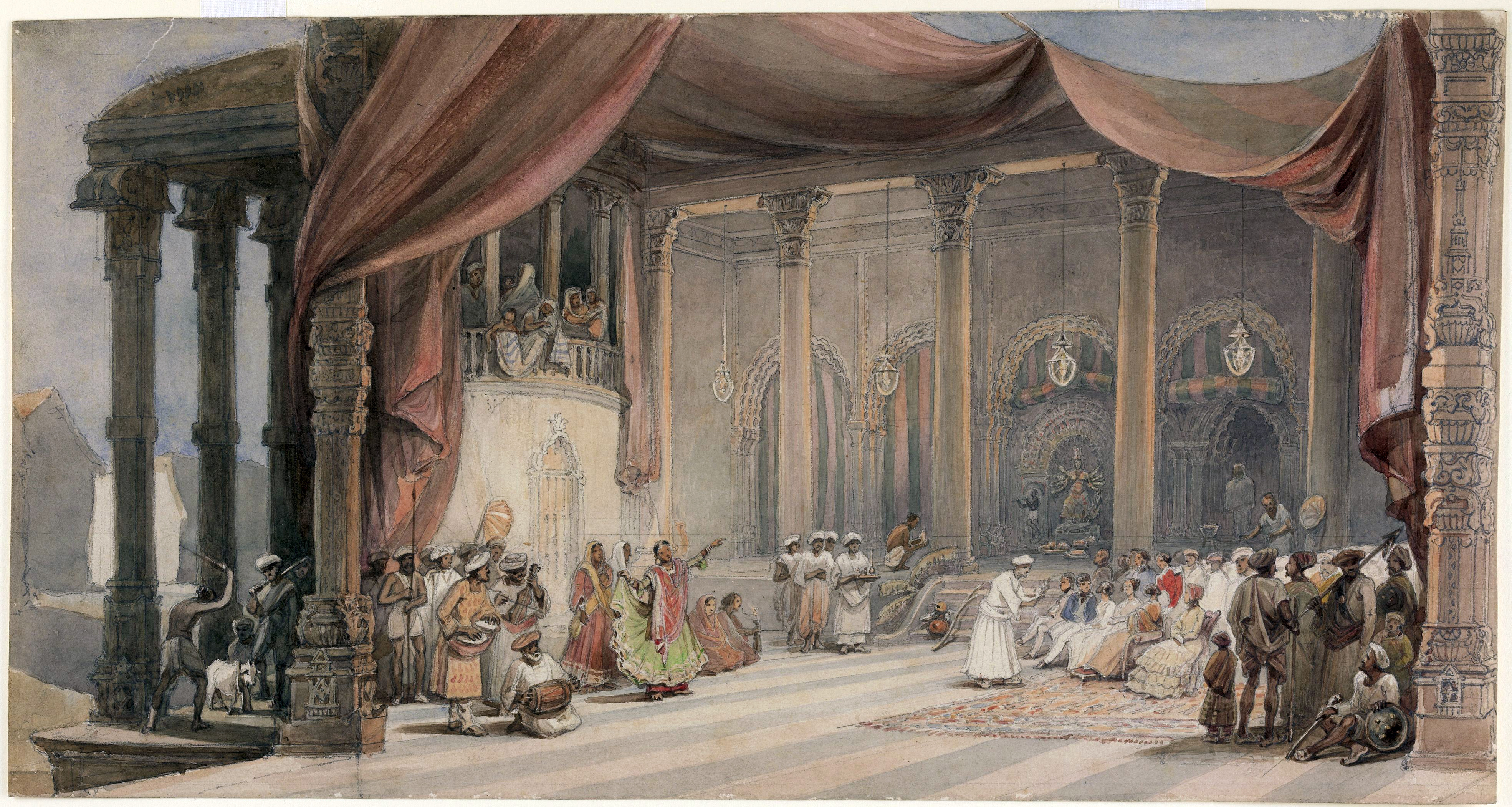
William Prinsep, aus den 1830er oder 1840er Jahren; zeigt das Amüsieren von Europäern während einer Feierlichkeit
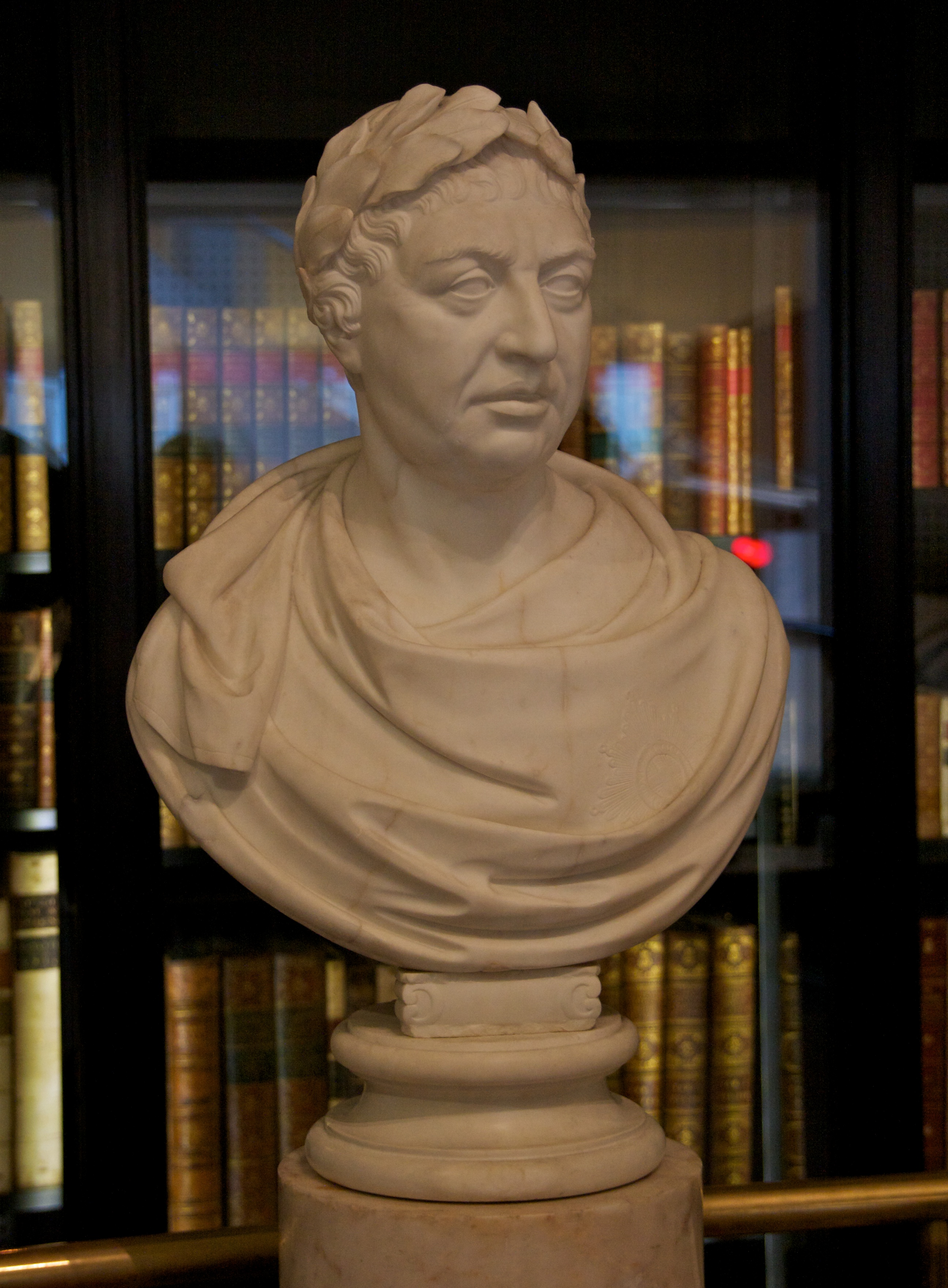
Büste von König George III.

### Business & IP Centremit Patentsammlung
2005 bekam die BL 1 Million GBP von der London Development Agency, um das Business & IP Centre zu eröffnen. Seit der Eröffnung 2006 haben die Nutzer Zugriff auf die umfangreichste Sammlung zum Bereich Wirtschaft, Patente und Urheberrecht im Vereinigten Königreich. Von dort aus bekommt man Zugriff auf Datenbanken wie Factiva, ABI Inform und Espacenet. Das Business & IP Centre ist die offizielle Bibliothek des UK Intellectual Property Office. Die Sammlung umfasst mehr als 58 Millionen Patentschriften aus vierzig Ländern, was die Sammlung zur weltweit größten macht, sowie Amtsblätter und Geschmacksmuster. Die Patente stammen aus der 1973 eingegliederten Patent Office Library, die 1851 gegründet wurde.

### UK Web Archive
Da sich die über 10 Millionen .uk-Websites stetig ändern oder gar gelöscht werden und so die Daten unauffindbar werden, droht im Internetzeitalter ein „digitales schwarzes Loch“. Daher verwaltet die BL seit 2004 zusammen mit anderen englischen Bibliotheken den UK Web Archive, wo über 6.000 Webseiten in 22.000 Snapshots archiviert werden. Im April 2013 gab die British Library bekannt, zusammen mit anderen Bibliotheken das digitale Gedächtnis des Vereinigten Königreichs sammeln zu wollen. Damit sollen über 4,8 Millionen Internetauftritte erfasst und ausgewertet werden zur Aufbewahrung von Blogs und kopierten Tweets oder Facebook-Nachrichten. Das Projekt soll beginnen, wenn das entsprechende Gesetz vom englischen Parlament beschlossen worden ist.

## Benutzung

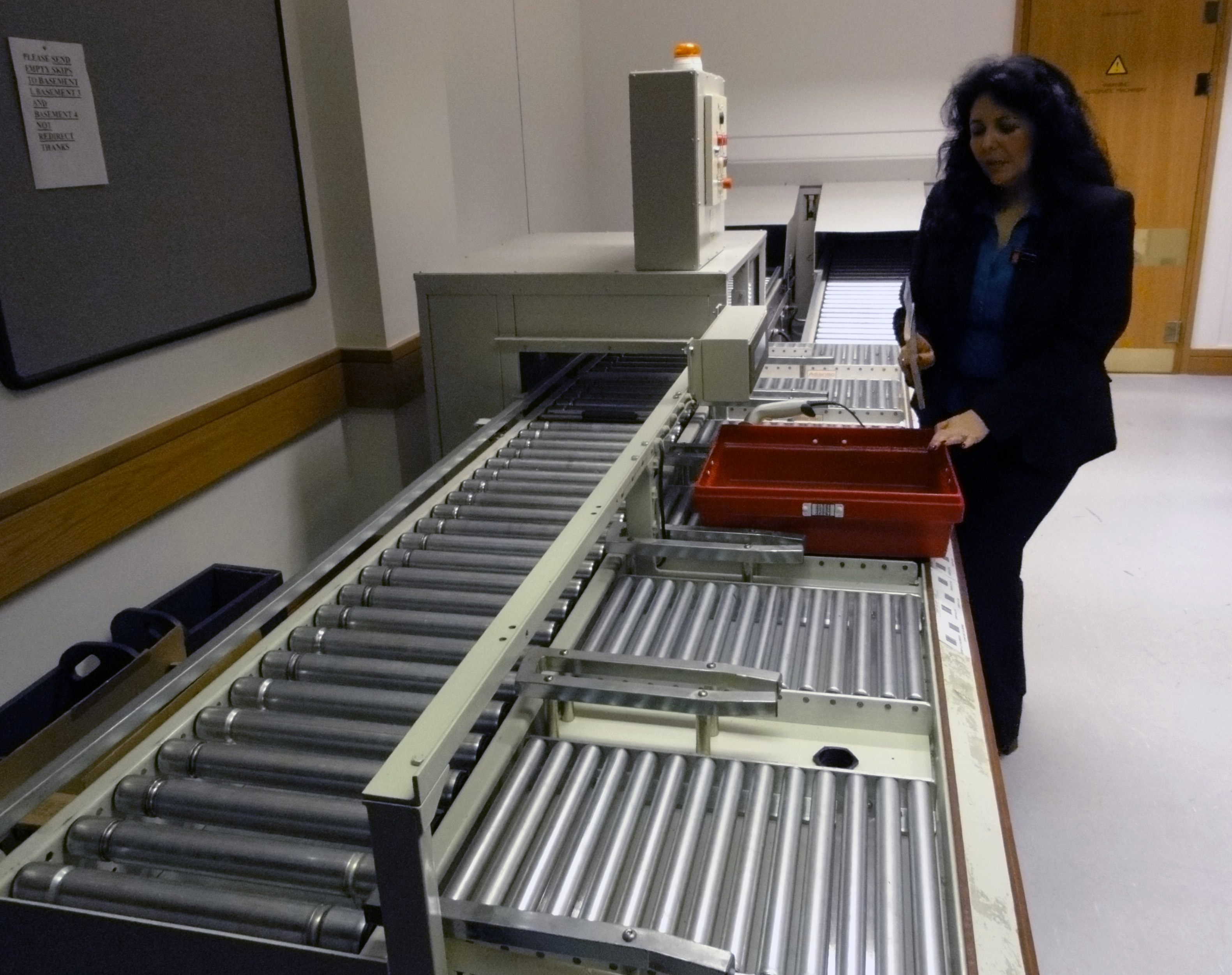
Das Buch-Transport-System

Die BL hat am Standort in St. Pancras 11 Lesesäle mit 1200 Sitzplätzen mit jährlich etwa 400.000 Lesern. Zutritt zu den Lesesälen hat man nur mit einem Leseausweis. Rund 140.000 Menschen besitzen einen Leseausweis der BL, der für ein Jahr gültig ist. Benötigte Werke werden mit einem halbautomatischen System nach einer Maximaldauer von 48 Stunden zu den Lesern gebracht. Täglich werden etwa 3000 Kisten mit Dokumenten über das halbautomatische System durch das Gebäude geschickt. Monatlich werden etwa 220.000 Anfragen bearbeitet. Das Transportsystem umfasst eine Länge von 1,6 Kilometern und kann die Förderbänder mit einer Geschwindigkeit von etwa 9 km/h bewegen. Die British Library besitzt das bedeutsamste Fernleihezentrum der Welt, das pro Jahr etwa 100 Millionen Aufsätze, Doktorarbeiten oder andere Materialien als Kopien in die ganze Welt verschickt. Die Bibliothek hat ganzjährig geöffnet.

### Bücherschwund
Wie andere Bibliotheken ist die British Library nicht gegen Bücherschwund gefeit, der sich, bezogen auf die Bestandsgröße, aber in Grenzen hält. Dabei kann es sich um fehlerhaft in die Regale eingestellte und dadurch nicht mehr auffindbare Bücher handeln oder es liegt Diebstahl vor. Zu den über 9.000 vermissten Büchern zählen eine illustrierte Ausgabe von Alice’s Adventures in Wonderland von 1876, eine Sonderedition von Mein Kampf, erschienen 1939, sowie eine Erstausgabe von Oscar Wildes Das Bildnis des Dorian Gray.

### Digitalisierung

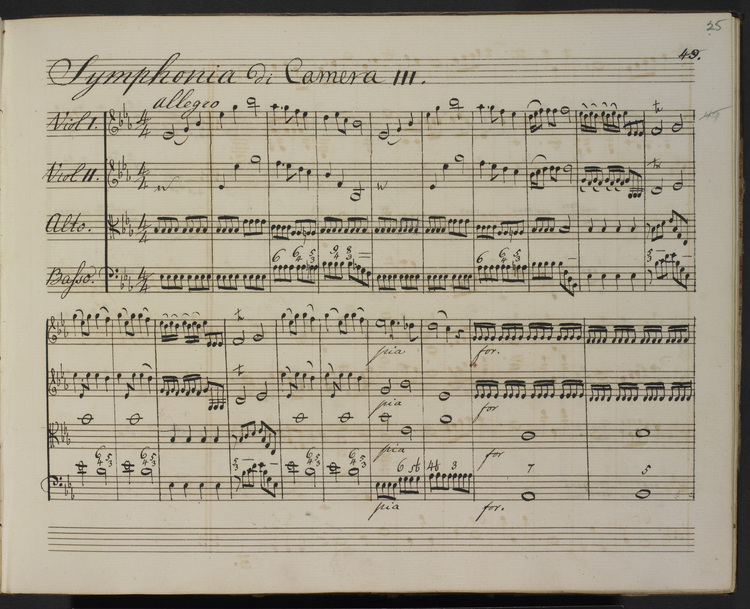
Auch die Symphony No. 15 von Wilhelm Herschel wurde von der BL digitalisiert

Die British Library digitalisiert viele ihrer Werke. Beispielsweise sind Artikel aus rund 200 Zeitungen des 18. und 19. Jahrhunderts kostenpflichtig online abrufbar. Die BL arbeitet für ihre Digitalisierungsprojekte unter anderem mit Google zusammen, um zukünftig über 250.000 urheberrechtsfreie Bücher aus den Jahren 1700 bis 1870 einzuscannen. Sie will sich vor allem auf Werke in europäischen Sprachen konzentrieren, die bisher nicht in digitaler Form verfügbar sind. Bereits online verfügbar sind etwa das Evangeliar von Lindisfarne die Notizbücher von Leonardo da Vinci und ein Viertel aller altgriechischen Manuskripte der BL, darunter Schriften des Arztes Galenos und des Historikers Thukydides.

### Webpräsenz
Auf der Webpräsenz der Bibliothek, www.bl.uk, werden viele Werke besonderen Werts, aber auch viele der abertausenden Kollektionen, beschrieben. Der English Short Title Catalogue ist ebenfalls auf den Seiten der British Library frei zugänglich. 1994 begann die Site als Gopher. 2001 wurde die Seite neugestaltet. Zwischen 1998 und 2004 verdreifachte sich die durchschnittliche Anzahl der Seitenaufrufe pro Tag. Die Bibliothek besitzt eine staatlich genutzte Second-Level-Domain, british-library.uk sowie bl.uk.

### Ausstellungen

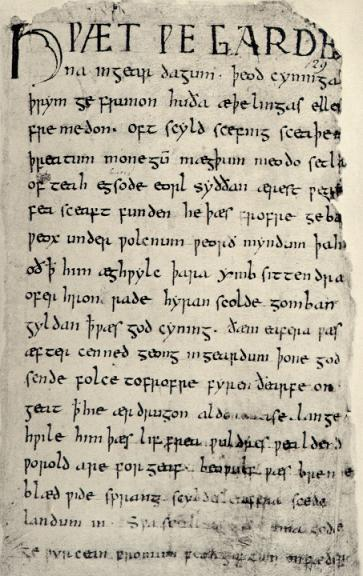
Die erste Seite des Beowulf
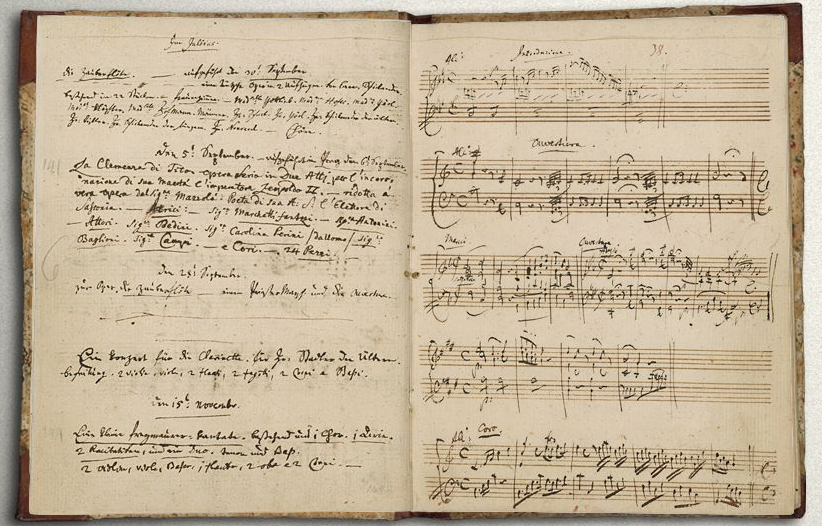
Das eigenhändige Werkverzeichnis von Wolfgang Amadeus Mozart

Seit 1998 werden in drei insgesamt 1.350 Quadratmetern großen Sälen unterschiedliche Ausstellungen gezeigt. Diese Ausstellungen behandeln unterschiedliche Themen der englischen oder internationalen Literaturgeschichte, beispielsweise die Themen Kartografie oder Science-Fiction. Am beliebtesten ist die in der Sir John Ritblat Gallery befindliche Dauerausstellung Treasures of the British Library, wo rund 350 Werke in unschätzbarem Wert in einem frei zugänglichen Bereich ausgestellt werden. Zu den hier ausgestellten Werken gehören beispielsweise die Magna Carta, ein Exemplar der beiden hauseigenen Gutenberg-Bibeln, Notizbücher von Wolfgang Amadeus Mozart und Leonardo da Vinci, die Notenschriften der Beatles, das Logbuch von Horatio Nelsons Schiff Victory und ein Atlas von Gerhard Mercator. Zudem befinden sich hier Exemplare von The History of England von Jane Austen, The Canterbury Tales von Geoffrey Chaucer und Le Morte Darthur von Thomas Malory sowie Charlotte Brontës Jane Eyre und Charles Dickens Nicholas Nickleby.

## Organisation

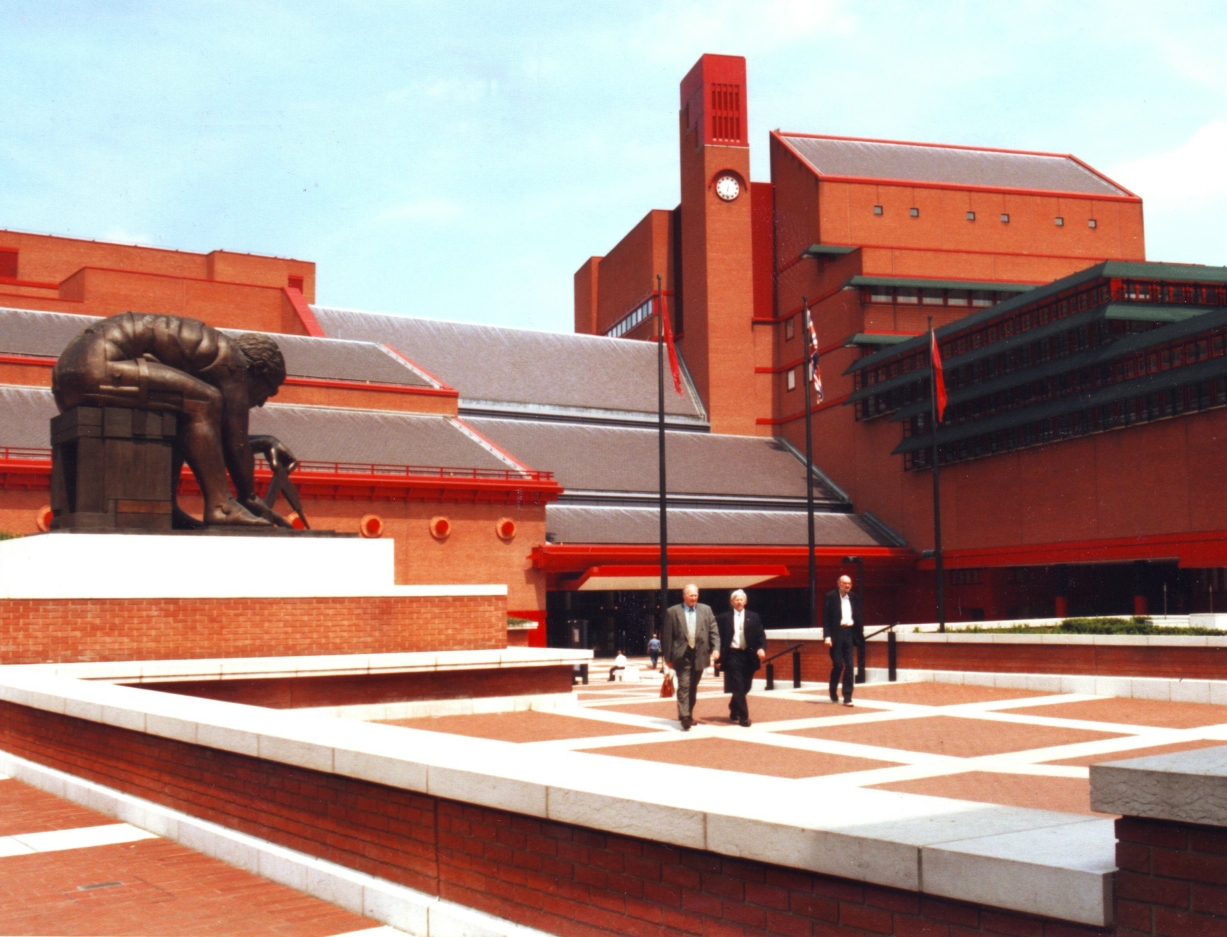
British Library, St. Pancras

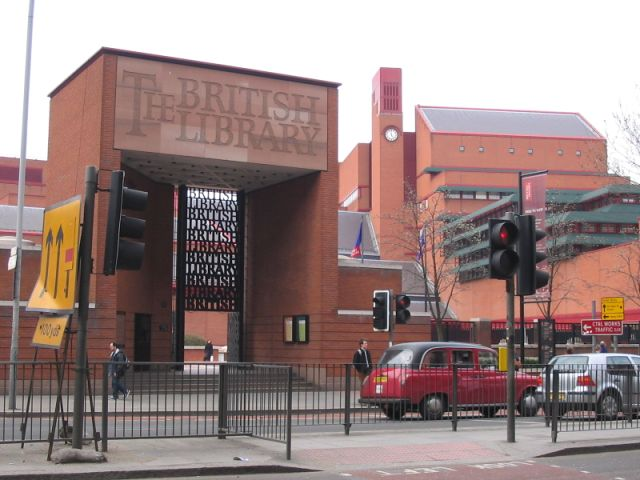
Eingangsbereich der British Library

### Standorte

#### British Libraryin St Pancras

##### Bau- und Planungsgeschichte sowie Kritik
Das Hauptgebäude der British Library befindet sich in St Pancras, im London Borough of Camden, mit der Adresse 96 Euston Road. Um diesen Standort gab es eine große Diskussion, da St Pancras damals als Problemviertel galt. Trotzdem wurde dieser Ort gewählt, weil es nur hier ein verfügbares Grundstück mit guter Anbindung, bedingt durch den Bahnhof St Pancras, gab. Ursprünglich sollte das Gebäude auf dem Gelände des British Museum entstehen. Der 1964 von den Architekten Wilson und Martin begonnene Plan war jedoch aus Platzmangel nicht realisiert worden.
Der 1977 genehmigte und vom Architekten Colin St. John Wilson stammende Bau sollte in drei Abschnitten erbaut werden. Durch Kürzungen im Jahre 1980 verzögerte sich die Grundsteinlegung auf 1982, die von Prinz Charles vollzogen wurde. Das Hauptproblem während des Baus war dabei das Fehlen eines verbindlichen Budgets. Ab 1988 wurden die Gelder gestaffelt gezahlt. Aus Zeit- und Kostengründen wurde lediglich ein Abschnitt realisiert, weshalb unter anderem die Magazinräume für eine vollständige Aufnahme aller Bestände nicht ausreichten. Die Baukosten des 1998 von Queen Elisabeth II. eingeweihten Baus betrugen 511 Millionen GBP, womit die Baukosten dreimal höher lagen als anfangs vermutet.
Am 1. August 2015 wurde das Gebäude zu einem Grade-I geschützten Baudenkmal erklärt. Es wurde als eines der herausragendsten Gebäude des 20. Jahrhunderts beschrieben, dessen Innenraumgestaltung einen Raum zum Denken und Inspiration schaffe. Die beim Bau verwendeten Materialien seien von hoher Qualität und es werde sehr viel an Kunst öffentlich sichtbar gemacht. Die British Library ist eines der jüngsten Gebäude, das diesen Denkmalschutzstatus erreicht.

##### Baubeschreibung

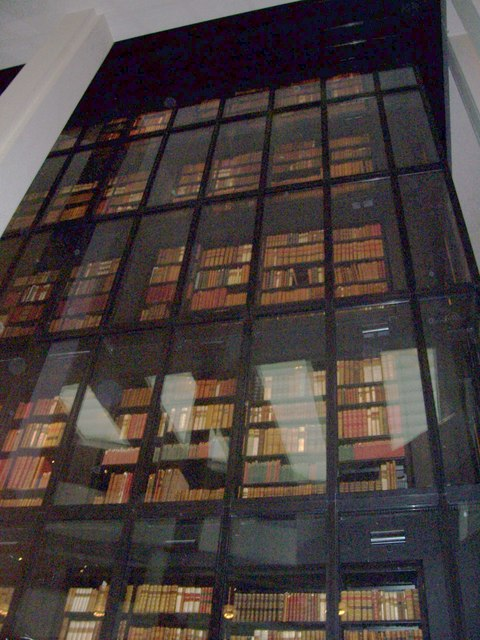
Die Glaswand der King’s Library

Mit einer Grundfläche von 111.500 Quadratmetern ist die British Library das größte öffentliche Gebäude, das im 20. Jahrhundert im Vereinigten Königreich erbaut wurde. Etwa 18 Millionen Bände stehen zur Nutzung vor Ort zur Verfügung. Die Lesesäle bieten insgesamt Platz für 1200 Leser. Für die Untergeschosse der BL wurden 250.000 Kubikmeter Boden ausgeschachtet. Zum Bau der BL wurden 180.000 Tonnen Beton, 150.000 Tonnen Stahl, 10.000.000 Ziegelsteine und 50.000 Schieferplatten benötigt. Die Nutzungsdauer des Hauptgebäudes beträgt geschätzte 200 Jahre. Die meisten Bücher lagern in den unterirdischen Magazinräumen auf einer Fläche von einem Fußballfeld verteilt auf drei bis vier Stockwerke, die bedingt durch die extra hohe Kellerdecke 17 Geschossen normaler Deckenhöhe entsprechen. Die maximale Bodenlast beträgt durchgehend 14 kN/m²; Die Lufttemperatur wird bei konstanten 17 °C bei 50 Prozent Luftfeuchtigkeit gehalten. Das Magazin wird von zwei U-Bahnschächten durchtrennt.

##### King’s Library
Oberirdisch lagern in einem sechsstöckigen und 17 Meter hohen Glasturm im frei zugänglichen Teil des Neubaus die Bücher der King’s Library. Hier lagert die private Büchersammlung von König George III., der von 1760 bis 1820 König von Großbritannien und Irland war. Sie wurde von seinem Sohn, König George IV., 1823 dem englischen Volk vererbt. Die King’s Library war eine der bedeutendsten Büchersammlungen im Zeitalter der Aufklärung. Sie wurde von 1827 bis 1997 in einer eigens errichteten Galerie innerhalb des Britischen Museum aufgestellt. Nach Bombenangriffen im Zweiten Weltkrieg wurde die Bibliothek zur Bodleian Library in Oxford gebracht. Seit 1997 ist sie Teil der British Library im dafür neu konzipierten King’s Library Tower. Sie beinhaltet ungefähr 65.000 in Leder eingebundene Bände, hauptsächlich Bücher und Flugschriften, die zwischen 1450 und 1830 in Europa oder Nordamerika erschienen sind. Besonders erwähnenswert sind die Gutenberg-Bibel, Isaac Newtons Opticks und eine Erstausgabe von Canterbury Tales.

##### Vorplatz
Der weitläufige Vorplatz wurde in der Form einer italienischen piazza angelegt. Hier befinden sich eine von Eduardo Paolozzi angefertigte Bronzestatue von Isaac Newton von 1995, der 1998 zum Gedenken an Anne Frank eingepflanzte Anne Frank’s Tree sowie mehrere Skulpturen von Antony Gormley. Außerdem befindet sich auf dem Platz ein kleines Amphitheater für Open-Air-Veranstaltungen.

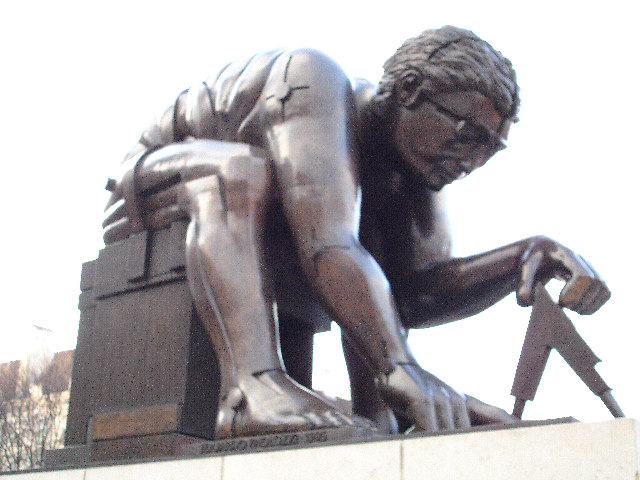
Paolozzis Newton
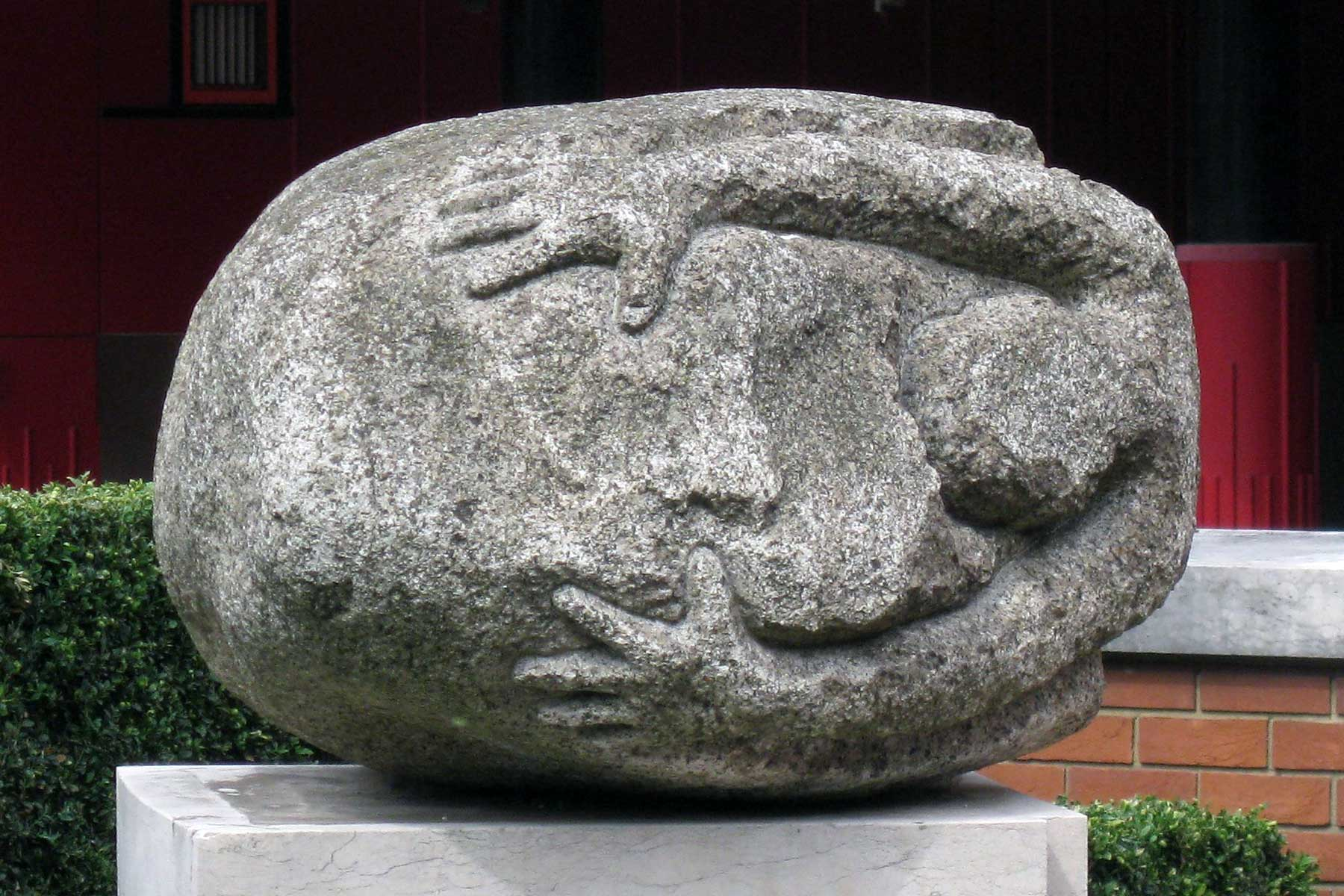
Planets von Antony Gormley
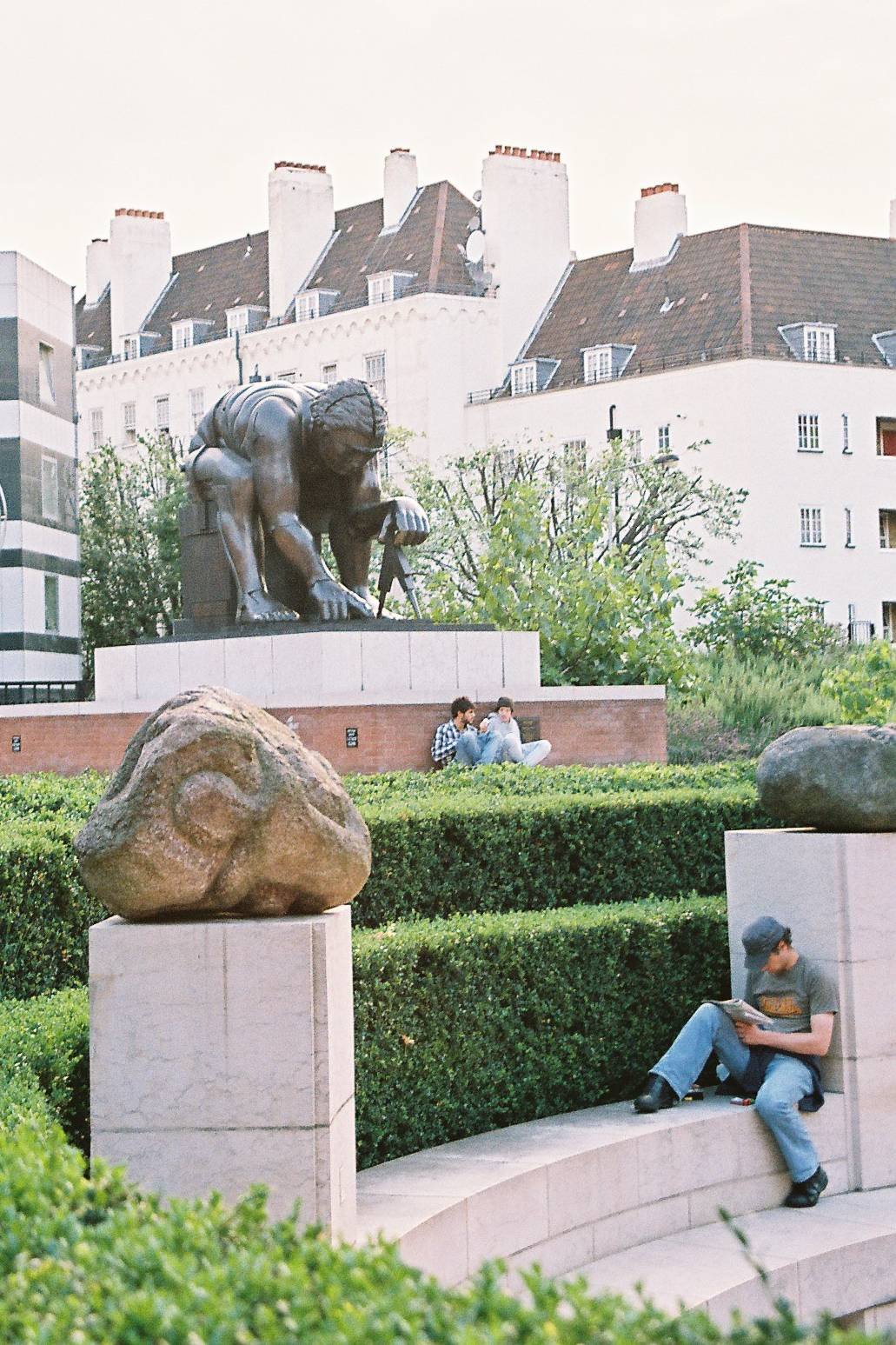
Der Vorplatz

##### Centre for Conservation
Das Centre for Conservation wurde am 10. Oktober 2007 eröffnet. Hier werden beschädigte Dokumente aus dem Bestand der BL restauriert. Tonaufnahmen werden hier digitalisiert und auf andere Datenträger oder -formate übertragen.

##### Außenstellen des Hauptgebäudes
Daneben gibt es noch mehrere Außenstellen, die der British Library in St Pancras zugeordnet sind. Dazu gehört der British Museum Reading Room, die Bibliothek des British Museum (British Museum Library), die etwa 350.000 Bände umfasst.

#### Newspaper Libraryin Colindale

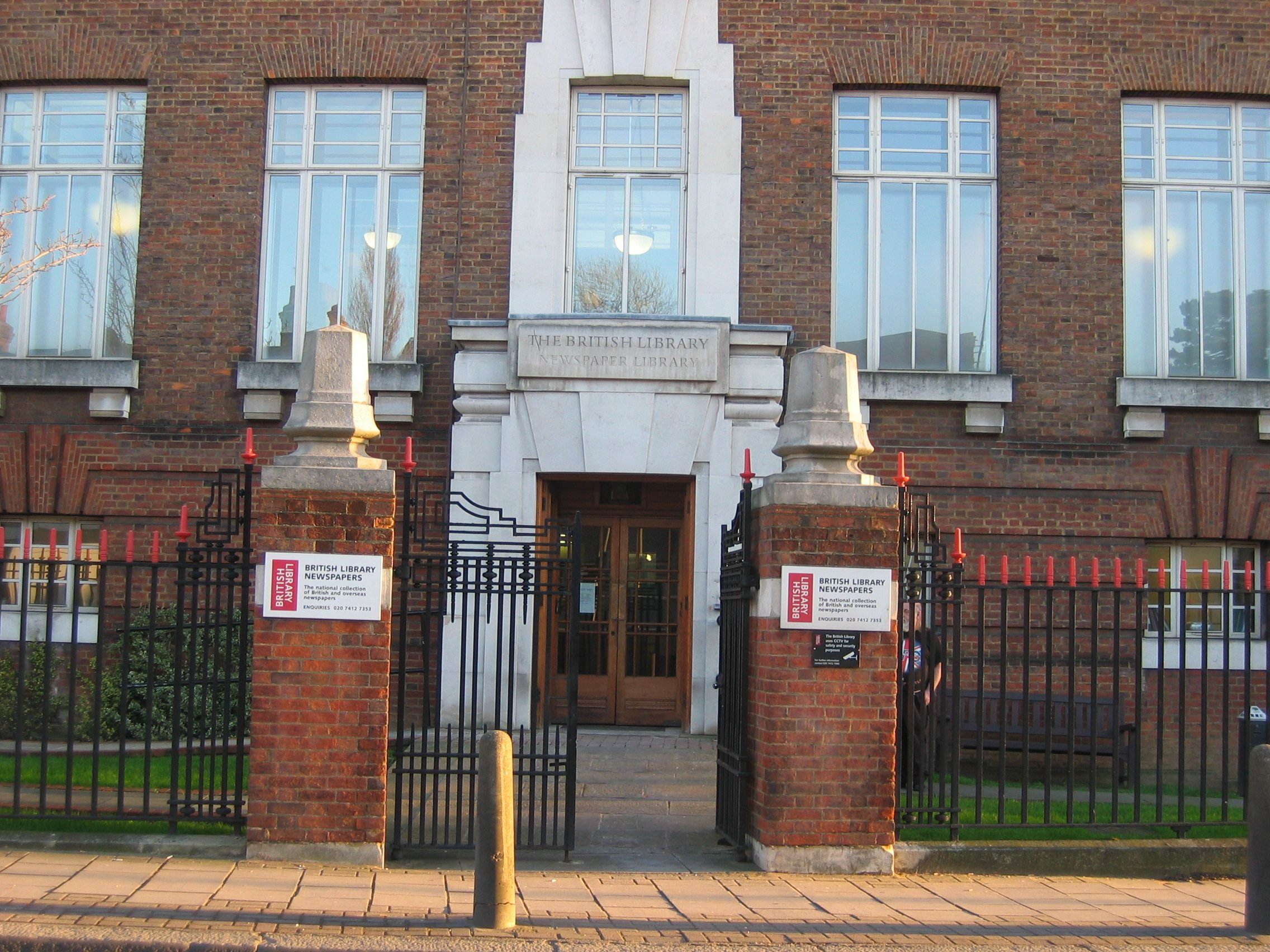
Eingang der Newspaper Library in Colindale

In der Newspaper Library in Colindale im London Borough of Barnet können über 50.000 Zeitungen und Zeitschriften laufend bezogen werden. Sie wurde 1932 oder 1905 als Außenstelle der British Museum Library eröffnet. Der Lesesaal hat 147 Plätze. Die Newspaper Library wird wegen Überfüllung und schlechter Klimatisierung 2013 geschlossen und in den Standort in Thorp Arch, Boston Spa integriert.

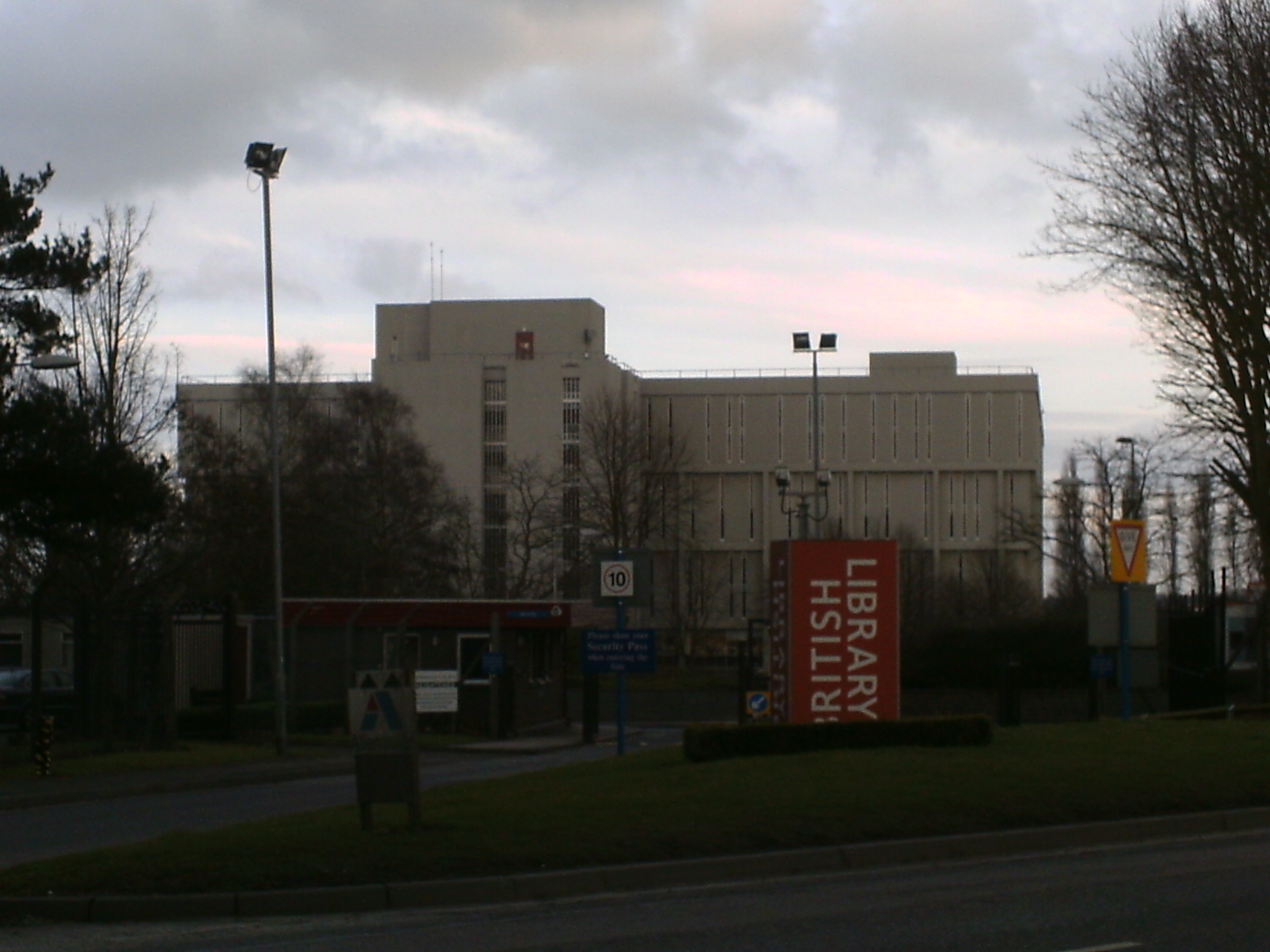
Document Supply Centre in Thorp Arch, Boston Spa

#### Document Supply Centrein Thorp Arch
Das Document Supply Centre in Thorp Arch, Boston Spa, Yorkshire liegt rund 200 Meilen nördlich von London und ist die zentrale Bibliothek für Ausleihe und Dokumentlieferung. Pro Jahr werden hier etwa 4 Millionen Fernleihanfragen bearbeitet, womit sie die meistgenutzte Fernleihstelle der Welt ist. Hervorgegangen ist sie aus der 1973 gegründeten British Library Lending Division. Hier ist das Legal Deposit Office für Pflichtexemplare untergebracht.

### Leitung
Die Bibliothek wird vom British Library Board geleitet. Er besteht aus bis zu 13 Mitgliedern. Beraten wird der British Library Board vom Executive Team, das vom Chief Executive, seit September 2012 Roly Keating, geführt wird und aus sechs Direktoren der Abteilungen der BL besteht. Die BL ist direkt dem Department of Culture, Media and Sport, dem britischen Ministerium für Kultur, Medien und Sport, unterstellt.

### Budget und Personal
Die Bibliothek hat für das Haushaltsjahr 2011/2012 ein Budget von 98 Millionen Pfund Sterling. Davon entsprechen rund 70 Millionen GBP den Personalkosten. Zusätzliche Gelder bekommt die BL von Spenden der Friends of the British Library, Verkauf von Geschenkeartikeln oder kostenpflichtigen Recherchediensten. Im Haushaltsjahr 2010/2011 wurden insgesamt 16,5 Millionen GBP für den Bestandsaufbau, 1,3 Millionen GBP für Restaurierung und Einband und 36,3 Millionen GBP für Verwaltung, Ausstattung, Lieferung und weitere Dienste ausgegeben. Die Bibliothek hat rund 1700 Mitarbeiter, davon arbeiten etwa 1000 in St Pancras, 600 in Boston Spa und 100 in Colindale. Die BL musste bis 2015 23 Millionen GBP einsparen. Daher mussten 215 Stellen gestrichen werden.

## Zusammenarbeit mit anderen Bibliotheken
Um die Bibliotheken in anderen Ländern zu unterstützen, den Zugang zu ausländischen Dokumenten und Forschungsberichten zu erleichtern und um freundschaftliche Verbindungen der BL zu anderen Nationalbibliotheken zu stärken, ist die British Library Mitglied vieler Projekte geworden. Beispielsweise ist die Bibliothek Gründungsmitglied der DataCite, einem internationalen Konsortium, das sich unter anderem zum Ziel gemacht hat, einen einfachen Zugang zu wissenschaftlichen Forschungsdaten zu ermöglichen. Die BL gehört dem länderübergreifenden Wissenschaftsportal WorldWideScience an. Über die European Library haben Nutzer der BL und anderen 48 Nationalbibliotheken die Möglichkeit, Zugriff zu den Beständen der Bibliotheken zu bekommen.

## Logo und Slogan

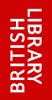
Das Logo der British Library
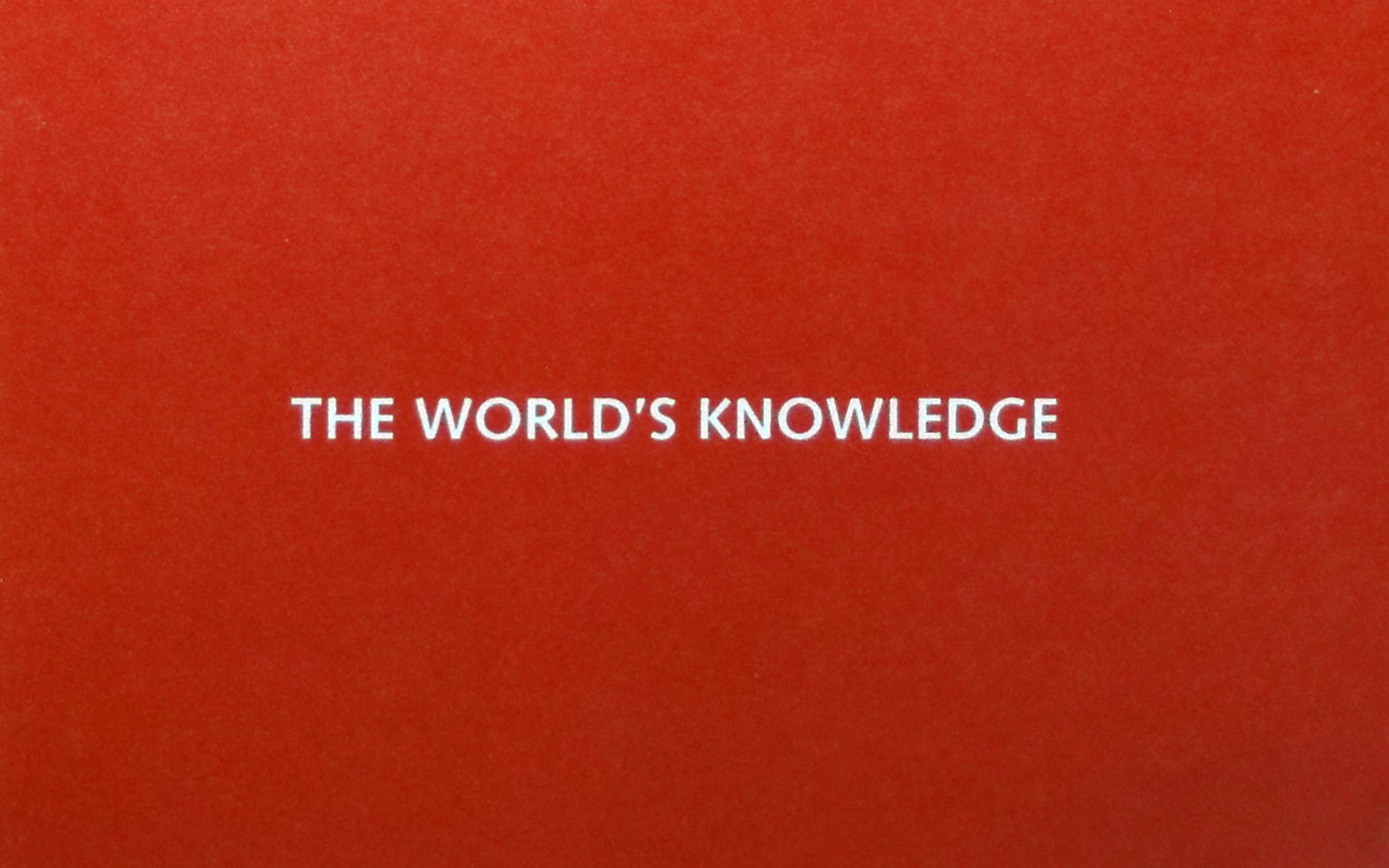
Auf der Rückseite einer Mitarbeiter-Visitenkarte steht das Motto der Bibliothek

Das Logo der British Library dient als Teil des visuellen Erscheinungsbildes. Er besteht aus einem nach unten gezogenen Rechteck in roter Farbe. Darin befindet sich in weißen Großbuchstaben der Name der Bibliothek. Das Motto der BL lautet the world’s knowledge, was auf Deutsch das Wissen der Welt bedeutet.